# إرنست براند
إرنست براند (بالألمانية: Ernst Brand) هو طبيب ألماني، ولد في 2 يناير 1827 في فويشتفانغن في ألمانيا، وتوفي في 7 مارس 1897 في شتشين في بولندا.